# Team Milram
Il Team Milram (codice UCI: MRM) era una squadra maschile di ciclismo su strada tedesca. Aveva licenza da UCI ProTeam, che le consentiva di partecipare alle gare del calendario UCI ProTour.

## Storia
La squadra nasce nel 2006 dalla fusione tra gli italiani della Domina Vacanze e i tedeschi del Team Wiesenhof; del nuovo consorzio, che raccoglie la licenza UCI ProTour della Domina Vacanze, fanno parte i due forti velocisti Alessandro Petacchi ed Erik Zabel. Pur rimanendo italiano, il team prende il nome da uno sponsor tedesco.
Al termine della stagione 2007 viene annunciato che il Team Milram passa in mani tedesche. Il team manager Gianluigi Stanga non fa più parte della dirigenza della squadra.
Nel 2008 Erik Zabel si ritira dall'attività agonistica. La squadra annuncia, a fine stagione, l'acquisto di importanti corridori per il 2009: vengono ingaggiati, tra gli altri, ciclisti da corse a tappe come Linus Gerdemann e Markus Fothen e velocisti come l'esperto Peter Wrolich ed il giovane emergente Gerald Ciolek.

## Cronistoria

### Annuario
| Anno | Codice | Nome        | Cat. | Biciclette | Dirigenza |
| ---- | ------ | ----------- | ---- | ---------- | --- |
| 2006 | MRM    | Team Milram | PT   | Colnago    | Manager: Gianluigi Stanga Dir. sportivi: Vittorio Algeri, Antonio Bevilacqua, Oscar Pelliccioli, Andreas Petermann, Jan Schaffrath (dal 2 agosto)   |
| 2007 | MRM    | Team Milram | PT   | Colnago    | Manager: Gianluigi Stanga Dir. sportivi: Vittorio Algeri, Antonio Bevilacqua, Oscar Pelliccioli                                                     |
| 2008 | MRM    | Team Milram | PT   | Colnago    | Manager: Marlies Liebregts-van Gerwen, Gerrie van Gerwen Dir. sportivi: Vittorio Algeri, Antonio Bevilacqua, Oscar Pelliccioli, Jochen Hahn         |
| 2009 | MRM    | Team Milram | PT   | Focus      | Manager: Marlies Liebregts-van Gerwen, Gerrie van Gerwen Dir. sportivi: Vittorio Algeri, Christian Henn, Ralf Grabsch, Jochen Hahn, Raoul Liebregts |
| 2010 | MRM    | Team Milram | PT   | Focus      | Manager: Gerrie van Gerwen Dir. sportivi: Marlies Liebregts-van Gerwen, Vittorio Algeri, Christian Henn, Ralf Grabsch, Jochen Hahn, Raoul Liebregts |

### Classifiche UCI
Fino al 1998, le squadre ciclistiche erano classificate dall'UCI in un'unica divisione. Nel 1999 la classifica a squadre venne divisa in prima, seconda e terza categoria (GSI, GSII e GSIII), mentre i corridori rimasero in classifica unica. Nel 2005 fu introdotto l'UCI ProTour e, parallelamente, i Circuiti continentali UCI; dal 2009 le gare del circuito ProTour sono state integrate nel Calendario mondiale UCI, poi divenuto UCI World Tour.
| Anno | Class.     | Pos. | Migliore cl. individuale  |
| ---- | ---------- | ---- | ------------------------- |
| 2006 | ProTour    | 18º  | Alessandro Petacchi (36º) |
| 2007 | ProTour    | 18º  | Erik Zabel (26º)          |
| 2008 | ProTour    | 18º  | Erik Zabel (55º)          |
| 2009 | World Cal. | 18º  | Gerald Ciolek (56º)       |
| 2010 | World Cal. | 26º  | Luke Roberts (84º)        |

## Palmarès
Aggiornato al 29 agosto 2010.

### Grandi Giri
- Giro d'Italia

Partecipazioni: 5 (2006, 2007, 2008, 2009, 2010)
Vittorie di tappa: 0
Vittorie finali: 0
Altre classifiche: 0
- Tour de France

Partecipazioni: 5 (2006, 2007, 2008, 2009, 2010)
Vittorie di tappa: 0
Vittorie finali: 0
Altre classifiche: 0
- Vuelta a España

Partecipazioni: 5 (2006, 2007, 2008, 2009, 2010)
Vittorie di tappa: 6
2006 (2 Erik Zabel)
2007 (Erik Zabel, 2 Alessandro Petacchi)
2009 (Gerald Ciolek)
Vittorie finali: 0
Altre classifiche: 0

### Campionati nazionali
Strada
- Campionati kazaki: 1

Cronometro: 2006 (Maksim Iglinskij)
- Campionati olandesi: 1

In linea: 2010 (Niki Terpstra)
- Campionati slovacchi: 3

In linea: 2008 (Matej Jurčo)
Cronometro: 2006, 2008 (Matej Jurčo)
- Campionati tedeschi: 3

In linea: 2010 (Christian Knees)
In linea Under-23: 2010 (Dominik Nerz)
- Campionati ucraini: 3

Cronometro: 2006, 2008 (Andrij Hrivko); 2007 (Volodymyr Djudja)
Pista
- Campionati olandesi: 2

Madison: 2007 (Niki Terpstra)
Scratch: 2007 (Niki Terpstra)